# Homunculus

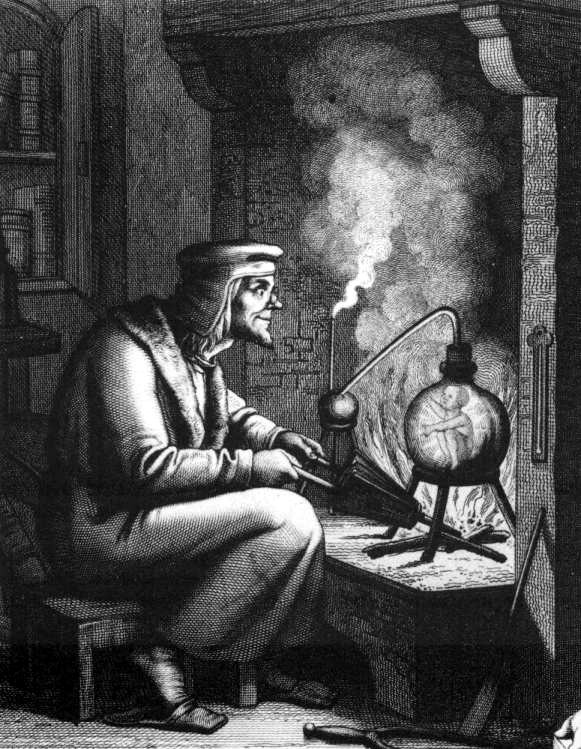
Johann Wolfgang von Goethe Faust című művének illusztrációja, Wagner előállítja a mesterséges embert, Homunculust

A homunculus (latin szó, jelentése kicsi ember, emberke) az alkimisták, főként Paracelsus elgondolása szerint: lombikban, vegyi úton előállítható ember, vagy emberszerű lény. A meghatározást későbbiekben összefüggésbe hozták az emberi születéssel: úgy vélték, minden ivarsejtben egy kis homunculus rejtőzik, ami pusztán méretváltással válik emberré. 
Ezen felül a fogalmat használják arra, hogy illusztrálják egy rendszer működését, ez a homunkuluszparadoxon.

## Homunculusok a spermában

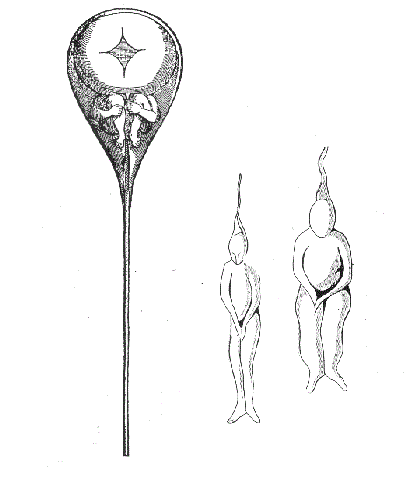
Homunculus az ondósejtben, ahogy ezt 1695-ben elképzelték

Amikor a XVII. század végén általánosan elfogadottá vált, hogy új egyén két ivarsejt egyesüléséből jön létre, és mikroszkóppal megfigyelték a hímivarsejteket, úgy gondolták, az ondósejtben egy kis homunculus rejlik, amely azután csak méretbeli fejlődésen megy át az anya testében. 
Az ovulisták elképzelése szerint a női ivarsejtben levő női homunculusban már létezik a következő ivadék, tehát az összes faj elsődleges nőstényének petesejtje Matrjoska-baba-szerűen már magában hordozza az összes további utódját. Ezek az elképzelések preformacionizmus néven váltak ismertté. A régebbi idők technikai korlátai miatt sok ilyesfajta természettudományi kutatás hasonló, ma már abszurd gondolatkísérletnek is teret adott. A későbbiekben a tyúktojáson végzett kutatások kimutatták, hogy az embrió fokozatosan fejlődik ki, ez az epigenesis.

## Irodalmi ábrázolások
Mary Shelley Frankenstein című művében Victor Frankenstein, kémiával és matematikával foglalkozó tehetséges genfi ifjú egy eleven, mozgó, érző, önmagától cselekvőképes lényt hoz létre.

## Film és popkultúra
A homunculusok számos fantasy és sci-fi filmben, sorozatban és játékban megjelennek. Ilyen sorozat például a Fullmetal Alchemist, játékok közül pedig a World of Warcraft.

## Fordítás
- Ez a szócikk részben vagy egészben  a   Preformationism című angol Wikipédia-szócikk fordításán alapul.  Az eredeti cikk szerkesztőit annak laptörténete sorolja fel. Ez a jelzés csupán a megfogalmazás eredetét és a szerzői jogokat jelzi, nem szolgál a cikkben szereplő információk forrásmegjelöléseként.